# Gabriel Kocmál
Gabriel Kocmál (29. května 1921 Dolné Orešany – 22. prosince 2012 Jemnice) byl slovenský a později český zemědělec a voják.

## Biografie
Gabriel Kocmál se narodil v roce 1921 v trnavském okrese na Slovensku. Absolvoval měšťanskou školu a dvouletou hospodářskou školu a posléze pracoval v rodinném hospodářství a následně v říjnu 1942 nastoupil na základní vojenskou službu k 1. pěšímu pluku v Trnavě, po ukončení výcviku a poddůstojnické školy by umístěn s 2. divizí na východní frontu, kde pak ke konci října roku 1943 dezertoval do zajetí sovětské armády. V lednu roku 1944 se pak v zajateckém táboře v Umani přihlásil do československé armády a byl přesunut do Jefremova. Absolvoval výsadkářský výcvik a nastoupil na pozici velitele čety v Proskurově a vydal se s jednotkou do dukelského průsmyku. Při bojích v Dukle byl zraněn a léčen v Brzozowě, po uzdravení byl umístěn do štábní roty 1. československého armádního sboru.
Po skončení druhé světové války působil nadále v armádě, pracoval jako velitel v Bratislavě a Malackách. Z armády odešel v roce 1951 a nastoupil jako vedoucí drůbežárny v Novém Hobzí, kde působil až do důchodu. Do důchodu odešel v roce 1979 a přestěhoval se do Jemnice.
Obdržel medaili Za vítězství nad Německem, medaili Za odvahu, medaili Za chrabrost, medaili Za účast v zahraničním vojsku v SSSR, medaili Slovenského národního povstání a řád Velké vlastenecké války II. stupně. Jeho jméno je uvedeno na památníku obětem v Dolných Orešanech na Slovensku.